# غوادالوبي فيكتوريا
غوادالوبي فيكتوريا (بالإسبانية: Guadalupe Victoria) (و. 1786 – 1843 م) هو سياسي، وعسكري محترف، ومحام من المكسيك .

## روابط خارجية
- غوادالوبي فيكتوريا على موقع الموسوعة البريطانية (الإنجليزية)
- غوادالوبي فيكتوريا على موقع إن إن دي بي (الإنجليزية)